# خالد اللزام
خالد سليمان اللزام لاعب كرة قدم سعودي ، يلعب في خط الهجوم في نادي الروضة.

## مسيرةاللاعب
مثل نادي الحزم بعمر 16 سنة و احترف في النادي البنزرتي التونسي في عام 2018 و عاد إلى نادي الحزم في عام 2019 و أعاره إلى نادي المجزل في نفس العام و بعدها وقع مع نادي الخلود و خاض تجربة إحترافية أخرى مع نادي ليغانيس س الإسباني ولعب بعدها في نادي بيشة ونادي الروضة.